# Yuehua Entertainment
Yuehua Entertainment (кит.: 乐华娱乐, кор. 위에화 엔터테인먼트) — приватна китайська багатонаціональна розважальна група компаній та агентство талантів, розташоване в Пекіні. Компанію заснував у червні 2009 року колишній співробітник Huayi Brothers Ду Хуа. Yuehua займається телевізійним виробництвом і розповсюдженням, виробництвом фільмів, менеджментом та навчанням артистів, виробництвом музики та музичних відео, зв'язками з громадськістю та маркетингом розваг. Yuehua Entertainment співпрацювала з південнокорейськими компаніями Pledis Entertainment, Starship Entertainment і SM Entertainment.
Yuehua Entertainment отримала фінансування серії B від Gravity Media та CMC Capital у серпні 2014 року. CMC Capital інвестував у групу 49 мільйонів доларів США та став її стратегічним акціонером після завершення фінансування. У 2014 році компанія Yuehua Entertainment відкрила корейську філію в Каннам, Сеул, Південна Корея. Yuehua оголосила про плани щодо подальшого розширення корейської філії, починаючи з лютого 2016 року. У 2019 році корейське відділення Yuehua Entertainment переїхало в нову будівлю.

## Китай

### Гурти
- Uniq
- NEXT
- YHBOYS
- A-SOUL (гурт Вітуберів)[11]
- NAME[12]
- BOYHOOD

### Солісти
- Хан Ген[en] (2010)[13]
- Зянь Яо (2012)
- Чжоу Ісюань[en] (Uniq)
- Лі Венхань[en] (Uniq)
- Ван Їбо (Uniq)
- Ivy[en] (2015)
- Чен Сяо[en] (WJSN)
- Ву Сюаньі[en] (WJSN)
- Мен Мейці[en] (WJSN)
- Зу Чентін[en] (NEXT)
- Бай Веньчжун[en] (NEXT)
- Huang Xin Chun (NEXT)
- Фан Ченчен[en] (NEXT)
- Justin Huang (NEXT)
- Ван Ірон (Everglow)
- Елвіс Венг[en]
- Hu Chunyang
- Chen Xinwei
- Jin Zi Han (NAME)
- Tang Jiu Zhou

### Актори
- Хан Ген[en]
- Ao Quan
- Ван Їбо
- Лі Венхань[en]
- Zhang Junyi
- Liu Guanyi
- Фан Ченчен[en]
- Зу Чентінг[en]
- Чжоу Ісюань[en]
- Бай Веньчжун[en]
- Ву Сюаньі[en]
- Xu Ya Ting
- Мен Мейці[en]
- Чен Сяо[en]
- Hu Chunyang
- Zhang Zi Jian
- Chen Xinwei
- Zhang Hao Lian
- Zhang Jing Yun

### Режисер(и) фільмів/серіалів
- Ян Те Ю[en] (тільки для китайського ринку)

### Видатні стажери
- Zhang Junyi (YHBOYS)
- Liu Guanyi (YHBOYS)
- Sun Jiakai (YHBOYS)
- Zhang Enshuo (YHBOYS)
- Yang Zi Ge (колишня учасниця Girls Planet 999)
- Zhou Xin Yu (колишня учасниця Girls Planet 999)
- Xu Ruo Wei (колишня учасниця Girls Planet 999)
- Liu Qi (колишня учасниця Girls Planet 999)
- Ченг Чен

## Південна Корея
Гурти
- Uniq
- WJSN (у співкерівництві з Starship Entertainment)
- Hyeongseop X Euiwoong
- Everglow[14]
- Tempest[15]

Солісти
- Чхве Є На[en]

Актори
- Лі До Хьон
- Кім Сон Чжу[en] (Uniq)
- Хван Хьон Чжу

Моделі
- Хван Хьон Чжу

## Колишні виконавці
- Uniq
  - Чо Син Йон (2014–2022)[16]